# 생성함수 (수학)
수학에서 어떤 수열 an (n은 자연수)에 대하여,
{\displaystyle f(x)=a_{0}+a_{1}x+a_{2}x^{2}+\cdots +a_{n}x^{n}+\cdots =\sum _{k=0}^{\infty }a_{k}x^{k}}
와 같이 미지수의 계수가 수열의 각 항으로 되어 있는 멱급수 형태의 함수 즉, 그 수열을 계수로 하는 멱급수를 생성함수(生成函數, generating function)라고 한다.
아브라암 드무아브르가 1730년에 일반 선형 점화식 문제를 풀기 위해 도입하였다. 생성함수는 여러 경우에 이용되는데 예를 들어 어떤 수열에 대한 점화식을 이용해 일반항을 알아낼 때에도 쓰인다.

## 정의

### 일반 생성함수
수열 an의 일반 생성함수(ordinary generating function)는 다음과 같이 정의한다.
{\displaystyle G(a_{n};x)=\sum _{n=0}^{\infty }a_{n}x^{n}.}
별도의 말이 없는 경우, 보통 생성함수는 일반생성함수를 말한다.
만약 an이 이산 확률 변수의 확률 질량 함수라면 그 생성함수는 확률 생성 함수라고 부른다.
일반생성함수는 인덱스가 여러 개인 배열로 일반화시킬 수 있다. 예를 들어, 2차원 배열 am,n (n, m은 자연수)의 일반생성함수는 다음과 같이 정의한다.
{\displaystyle G(a_{m,n};x,y)=\sum _{m,n=0}^{\infty }a_{m,n}x^{m}y^{n}.}

### 간단한 수열의 예
다항식(Polynomials)은 일반 생성함수(ordinary generating functions)의 특수한 경우로, 이는 유한 수열(finite sequences)에 해당하며, 동일하게 일정 시점 이후로 사라지는 수열에 해당한다.
이러한 다항식은 많은 유한 수열이 생성함수로 해석될 수 있기 때문에 중요하다. 예를 들어, 푸앵카레 다항식(Poincare polynomial)과 기타 다른 수열들이 이에 해당한다.
가장 기본적인 생성함수 중 하나는 상수 수열 1, 1, 1, 1, 1, 1, 1, 1, 1, ….. 의 생성함수로, 이 수열의 일반 생성함수는 기하급수(geometric series)이다.
{\displaystyle \sum _{n=0}^{\infty }x^{n}={\frac {1}{1-x}}}
왼쪽 항은 오른쪽 항의 맥클로린 급수(Maclaurin series) 전개이다. 또는, 이 등식은 왼쪽의 거듭제곱 급수를 {\displaystyle 1-x}로 곱한 결과가 상수 거듭제곱 급수(멱급수) 1이 됨을 확인함으로써도 확인해 볼 수 있다(다시 말해, x^0의 계수를 제외한 모든 계수가 0임을 확인하는 것이다.).
더욱이, 이러한 성질을 가지는 다른 거듭제곱 급수(멱급수)는 존재하지 않는다. 따라서 왼쪽 항은 거듭제곱 급수(멱급수)의 환(ring)에서 1 - x의 곱셈적 역원(multiplicative inverse)을 나타낸다.
다른 수열에 대한 일반 생성함수의 표현식은 이 결과로부터 쉽게 유도할 수 있다. 예를 들어, 변수 x를 ax로 치환하면 임의의 상수 a에 대해 기하수열 1, a, a2, a3, ….. 의 생성함수를 얻을 수 있다.
{\displaystyle \sum _{n=0}^{\infty }(ax)^{n}={\frac {1}{1-ax}}}
특히, 𝑎 = −1일 때는 다음과 같은 형태를 갖는다.
{\displaystyle \sum _{n=0}^{\infty }(-1)^{n}x^{n}={\frac {1}{1+x}}}
𝑥를 더 큰 거듭제곱으로 대체하면 수열에 간격을 만들 수 있다. 예를 들어, 수열 1, 0, 1, 0, 1, 0, ... (홀수 차수는 생략됨)에 대한 생성 함수는 다음과 같다.
{\displaystyle \sum _{n=0}^{\infty }x^{2n}={\frac {1}{1-x^{2}}}}
초기 생성 함수를 제곱하거나 양변을 x에 대해 미분하고 변수를 n → n + 1로 바꾸면 계수가 1, 2, 3, 4, 5, ...로 이루어진 수열을 얻을 수 있다. 이는 다음과 같은 식으로 표현된다.
{\displaystyle \sum _{n=0}^{\infty }(n+1)x^{n}={\frac {1}{(1-x)^{2}}}}
세제곱의 경우는 삼각수(1, 3, 6, 10, 15, 21, ...)로 이루어지며, 그 n번째 항은 이항 계수(n+2/2)로 표현된다. 이는 다음과 같은 생성 함수로 나타낼 수 있다.
{\displaystyle \sum _{n=0}^{\infty }{\binom {n+2}{2}}x^{n}={\frac {1}{(1-x)^{3}}}}
일반적으로, 임의의 음이 아닌 정수 k와 0이 아닌 실수 𝑎에 대해 다음과 같은 생성 함수가 성립한다.
{\displaystyle \sum _{n=0}^{\infty }a^{n}{\binom {n+k}{k}}x^{n}={\frac {1}{(1-ax)^{k+1}}}\,}
또한,
{\displaystyle 2{\binom {n+2}{2}}-3{\binom {n+1}{1}}+{\binom {n}{0}}=2{\frac {(n+1)(n+2)}{2}}-3(n+1)+1=n^{2}}
이항 계수를 이용하여 제곱수 수열(0, 1, 4, 9, 16, ...)에 대한 생성 함수를 구할 수 있다. 이 수열에 대한 생성 함수는 다음과 같은 선형 결합으로 표현된다.
{\displaystyle G(n^{2};x)=\sum _{n=0}^{\infty }n^{2}x^{n}={\frac {2}{(1-x)^{3}}}-{\frac {3}{(1-x)^{2}}}+{\frac {1}{1-x}}={\frac {x(x+1)}{(1-x)^{3}}}}
이 수열은 기하급수의 도함수 합을 이용하여 다른 방식으로도 생성할 수 있다.
{\displaystyle {\begin{aligned}G(n^{2};x)&=\sum _{n=0}^{\infty }n^{2}x^{n}\\[4px]&=\sum _{n=0}^{\infty }n(n-1)x^{n}+\sum _{n=0}^{\infty }nx^{n}\\[4px]&=x^{2}D^{2}\left[{\frac {1}{1-x}}\right]+xD\left[{\frac {1}{1-x}}\right]\\[4px]&={\frac {2x^{2}}{(1-x)^{3}}}+{\frac {x}{(1-x)^{2}}}={\frac {x(x+1)}{(1-x)^{3}}}\end{aligned}}}
귀납법을 사용하면, 임의의 양의 정수 {\displaystyle m>1}에 대해 다음과 같이 일반화할 수 있다.
{\displaystyle n^{m}=\sum _{j=0}^{m}{\begin{Bmatrix}m\\j\end{Bmatrix}}{\frac {n!}{(n-j)!}}}
여기서 {n,k}는 제2종 스털링 수(Stirling numbers of the second kind)를 나타낸다. 이 수에 대한 생성 함수는 다음과 같다.
{\displaystyle \sum _{n=0}^{\infty }{\frac {n!}{(n-j)!}}\,z^{n}={\frac {j!\cdot z^{j}}{(1-z)^{j+1}}}}
마지막으로, 이 결과를 일반화하여 k차 항에 대한 생성 함수도 구할 수 있다. 이 부분은 제곱 함수의 결과를 일반화하여 정수 m차 항에 대한 유사한 생성 함수를 도출하는 방법을 설명하고 있다. 특히, 다음과 같은 형태로 표현할 수 있다.
{\displaystyle {\frac {z^{k}}{(1-z)^{k+1}}}=\sum _{i=0}^{k}{\binom {k}{i}}{\frac {(-1)^{k-i}}{(1-z)^{i+1}}}}
이 식을 통해 z^k/(1-z)^k+1 를 항으로 분해할 수 있다. 이는 잘 알려진 유한 합 항등식(finite sum identity)과 스털링 수(Stirling numbers)를 적용하여 다음과 같은 생성 함수를 구할 수 있게 한다.
{\displaystyle \sum _{n=0}^{\infty }n^{m}z^{n}=\sum _{j=0}^{m}{\begin{Bmatrix}m+1\\j+1\end{Bmatrix}}{\frac {(-1)^{m-j}j!}{(1-z)^{j+1}}}}
여기서 {m+1, j+1}는 제 2종 스털링 수(Stirling numbers of the second kind)를 나타낸다. 이 결과는 제곱 수 케이스를 확장하여 n^m 형태의 정수 m차 항에 대한 생성 함수를 구할 수 있게 한다.

### 지수 생성함수
수열 an의 지수 생성함수(exponential generating function)는 다음과 같이 정의한다.
{\displaystyle \operatorname {EG} (a_{n};x)=\sum _{n=0}^{\infty }a_{n}{\frac {x^{n}}{n!}}.}

### 푸아송 생성 함수
수열 an의 푸아송 생성함수(poisson generating function)는 다음과 같이 정의한다.
{\displaystyle \operatorname {PG} (a_{n};x)=\sum _{n=0}^{\infty }a_{n}e^{-x}{\frac {x^{n}}{n!}}=e^{-x}\,\operatorname {EG} (a_{n};x).}

### 람베르트 급수
수열 an의 람베르트 급수(lambert series)는 다음과 같이 정의한다.
{\displaystyle \operatorname {LG} (a_{n};x)=\sum _{n=1}^{\infty }a_{n}{\frac {x^{n}}{1-x^{n}}}.}

### 벨 급수
수열 an의 벨 급수(bell series)는 미지수 x와 소수 p 두 가지로 표현된 급수로, 다음과 같이 정의한다.
{\displaystyle \operatorname {BG} _{p}(a_{n};x)=\sum _{n=0}^{\infty }a_{p^{n}}x^{n}.}

## 같이 보기
- 모멘트 생성 함수
- 자연수 분할
- Z변환
- 음계산법